# Stazione di Carovilli-Roccasicura
La stazione di Carovilli-Roccasicura è una stazione ferroviaria della ferrovia Sulmona-Isernia a servizio dei comuni di Carovilli e di Roccasicura. Si trova nel comune di Carovilli e dista 8,6 km da quello di Roccasicura.

## Storia
La stazione, originariamente denominata "Carovilli-Agnone", venne attivata il 18 settembre 1897, con l'apertura della tratta Cansano-Isernia. Il 20 agosto 1916 assunse la nuova denominazione di "Carovilli". Nel 1927 assunse infine la denominazione definitiva di "Carovilli-Roccasicura".

## Strutture e impianti

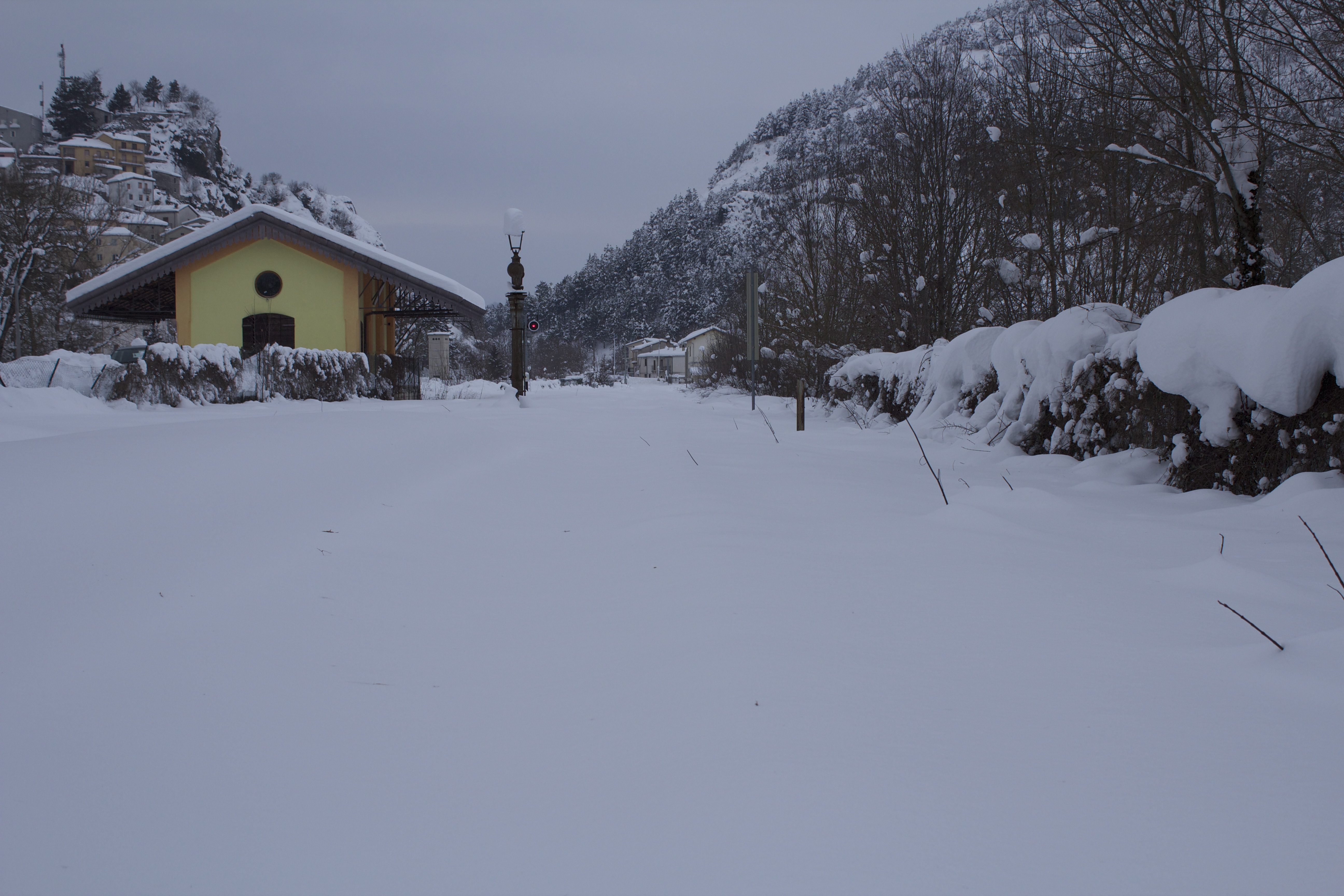
Il magazzino merci della stazione, fotografato durante una giornata invernale

La stazione è gestita da Rete Ferroviaria Italiana, che la colloca nella categoria "Bronze". Il fabbricato viaggiatori ospita la biglietteria e la sala d'attesa. Il piazzale è dotato di due binari: il binario 1 è il binario di precedenza, mentre il binario 2 è il binario di corsa. Tali binari sono separati da una banchina mediana, cui vi si accede attraversando una passerella ferroviaria. Alle estremità di tale banchina vi sono due colonne idrauliche che venivano utilizzate in passato per rifornire di acqua i tender delle locomotive a vapore che vi circolavano. Tali colonne idrauliche venivano, a loro volta, rifornite da un serbatoio idrico situato all'interno di un edificio adiacente al fabbricato viaggiatori (lato Sulmona). È presente nella stazione un magazzino merci.

## Movimento
Al 2007, l'impianto risultava frequentato da un traffico giornaliero medio di 20 persone. La stazione non è più servita da alcun treno che effettua il servizio viaggiatori a partire dall'11 ottobre 2010, data di sospensione dell'esercizio regolare sulla tratta da Castel di Sangro a Carpinone. Ciononostante, è attivo un servizio di bus sostitutivi tra le stazioni di Castel di Sangro ed Isernia.
A partire dal 2014 la stazione è servita occasionalmente da treni turistici organizzati dalla Fondazione FS Italiane e dall'associazione Le Rotaie.

## Servizi
La stazione dispone dei seguenti servizi:
- Biglietteria a sportello
- Sala d'attesa
- Servizi igienici